# Hyphaenia pilicornis
Hyphaenia pilicornis là một loài bọ cánh cứng trong họ Chrysomelidae. Loài này được Motschulsky miêu tả khoa học năm 1858.